# Ferrovia Pontassieve-Borgo San Lorenzo
La ferrovia Pontassieve-Borgo San Lorenzo (indicata anche come Valdisieve) è una linea ferroviaria italiana di proprietà statale che percorre la Val di Sieve, in Toscana. Unisce la ferrovia Faentina alla linea lenta Roma-Firenze, tra Borgo San Lorenzo e Pontassieve.
La gestione dell'infrastruttura e degli impianti ferroviari è affidata a RFI SpA, società del gruppo Ferrovie dello Stato, che qualifica la linea come complementare.

## Storia
Nonostante i primi progetti per la linea transappenninica Firenze-Faenza prevedessero il passaggio per la Val di Sieve, la linea fu poi costruita percorrendo la via di Vaglia, più accidentata ma più diretta.
Si tornò a parlare della ferrovia della Val di Sieve agli inizi del XX secolo, per integrare la ferrovia Faentina con una bretella che permettesse ai treni merci di valicare l'Appennino e dirigersi verso Roma evitando il nodo di Firenze.
La linea fu costruita dalla Società Nazionale Ferrovie e Tramvie (SNFT) per conto delle Ferrovie dello Stato. Fu aperta al traffico il 30 giugno 1913; tuttavia gli innesti sulle linee Faentina e Firenze – Roma, nelle stazioni rispettivamente di Borgo San Lorenzo e Pontassieve, furono costruiti verso Firenze, rendendo necessario per i treni in transito un doppio regresso.
Dopo la seconda guerra mondiale, non si ricostruì il tratto Firenze-Vaglia-Borgo San Lorenzo della ferrovia Faentina, gravemente danneggiato, per cui i treni della relazione tra Firenze e Faenza transitarono sulla Pontassieve-Borgo San Lorenzo. Tale situazione si mantenne fino alla riapertura della linea passante per Vaglia, nel 1999.

## Caratteristiche
|  | Unknown route-map component "STR+l" | Unknown route-map component "CONTfq" |

| Station on track |

| Unknown route-map component "hKRZWae" |

| Unknown route-map component "CONTgq" | Unknown route-map component "ABZgr" |  |

| Station on track |

| Stop on track |

| Unknown route-map component "hKRZWae" |

| Enter and exit tunnel |

| Enter and exit short tunnel |

| Small bridge over water |

| Enter and exit tunnel |

| Enter and exit short tunnel |

| Small arched bridge over water |

| Station on track |

| Small arched bridge over water |

| Station on track |

| Small bridge over water |

| Enter and exit tunnel |

| Small bridge over water |

| Station on track |

| Small bridge over water |

| Unknown route-map component "eHST" |

| Stop on track |

| Small bridge over water |

| Unknown route-map component "hKRZWae" |

| Unknown route-map component "CONTgq" | Unknown route-map component "ABZg+r" |  |

| Station on track |

|  | One way leftward | Unknown route-map component "CONTfq" |

La linea è una ferrovia a binario semplice non elettrificato. Lo scartamento adottato è quello ordinario da 1435 mm.
La linea presenta sei passaggi a livello principali e numerosi passaggi a livello secondari in tutto il suo percorso.

## Traffico
Il servizio in tale linea è espletato con relazioni a cadenza oraria Firenze Santa Maria Novella-Pontassieve-Borgo San Lorenzo. 

## Materiale rotabile
I mezzi impiegati sono treni a materiale ordinario composti da locomotive D.445 e carrozze MDVC/MDVE e autotreni Minuetto.